# حسن الخير
حسن الخيّر ( - 1980) هو شاعر سوري بعثي، عرف بحبه للعروبة وبمعارضته لفساد نظام حافظ الأسد.

## حياته
ولد في القرداحة بسوريا. أشهر أعماله قصيدة «ماذا أقول» والتي انتقد فيها بشدة النظام الحاكم والإخوان المسلمين. قتل في عام 1980 ولم يعثر على جسده فلقبه البعض ب «لوركا العرب». أسهم في حملات محو الأمية للنساء في سوريا.

## مسيرته
تُعدُّ قصيدته واحدةً من أروع ما عُرِفَ بالقصيدة السياسية حيث تتميّز بالصدق والبساطة.
حسن الخيّر كان شاعرا «سوريا» انتسب إلى حزب البعث في شبابه وبلغ من حماسه بالحزب أن سمى ابنه بعث ولكن بعد استلاب حافظ الأسد للسلطة في سوريا انتشر الفساد المالي والأخلاقي إلى حد لم يكن معروفا في الستينات وبدأ الشاعر بكتابة الكثير من القصائد المعارضة ومهاجمة السلطة لفسادها الكبير. لم يتعرض الشاعر وقتها لأذى لأن حافظ الأسد الذي كان في بدايات حكمه لم يرد استعداء مدينته وطائفته وتغاضى عن قصائده. ثم جاءت القشة التي قصمت ظهر البعير عام 1979.
بعد استلاب حافظ الأسد للسلطة في سوريا انتشر الفسادفي أواخر السبعينات شهدت سورية الكثير من حوادث القتل والاغتيالات كان النظام مسؤولا عن القسم الأعظم منها واتهم الطليعة المقاتلة بالمسؤولية عن القسم الآخر ولكن الأكيد أن كثيرا من الناس قتلوا بدون أن يعرفوا لماذا قتلوا كما يحدث الآن. من بين من قتلوا كان صديق للشاعر وكان متفوقا وحاصلا على شهادة الدكتوراه من أمريكا حديثا، ورغم أن المتهم بالقتل كانت الطليعة كون القتيل ينتمي للطائفة العلوية إلا أن الشاعر صب جام غضبه على النظام محملا إياه المسؤولية الكاملة عن كل ما يجري في البلد فقام بإلقاء قصيدة قوية في ذكرى تأبين الفقيد هاجم فيها حزب البعث ورفعت الأسد بشكل مباشر كما تطرق لحماه ومايحدث فيها ولحلب واللاذقية.
وانتشرت القصيدة وتناقلها الناس شفهيا وهنا طفح الكيل مع النظام وتم اعتقال الشاعر من أمام منزله في ذلك العام ولم يره أهله بعدها حيا أو ميتا. إلا أن الأخبار تسربت من بعض سجناء آخرين بأنهم شهدوا اعدامه وأن الأمن قام بقطع لسانه قبل الإعدام.